# Tasata frenata
Tasata frenata là một loài nhện trong họ Anyphaenidae.
Loài này thuộc chi Tasata. Tasata frenata được Cândido Firmino de Mello-Leitão miêu tả năm 1947.